# Yağızlı, Ordu
Yağızlı là một xã thuộc thành phố Ordu, tỉnh Ordu, Thổ Nhĩ Kỳ. Dân số thời điểm năm 2010 là 479 người.